# 오카다 로빈 쇼코
오카다 로빈 쇼코(일본어: 岡田ロビン翔子, 1993년 3월 15일 ~ )는 일본의 여성 아이돌 그룹 전 THE 폿시보(2015년 7월까지), 차오 벨라 칭케티(2015년 7월부터)의 리더이며, 그라비아 아이돌이다. 미국 매사추세츠 보스턴 출신이다.
2024년 10월 31일을 기해 업프런트 크리에이트와의 전속 매니지먼트 계약을 종료했다(발표는 동년 10월 17일).

## 인물
- 아버지가 미국인이고 어머니가 일본인으로 혼혈이다(언니도 혼혈이다).
- 미국 출신이지만 영어에 서투르다(본인이 말함).
- 1~7살까지 LA에서 거주.
- 소속그룹 : 차오 벨라 칭케티, 팀 마켄키

## 작품

### DVD
- ビキニとっちゃいましたbyロビン (2010년 3월 20일, 라인 커뮤니케이션)
- THE ポッシボー 5周年記念DVD「五年熟成」ビキニとれちゃいました (2011년 6월 15일, TNX)

### 사진집
- ロビンの証拠 (2010년 3월 6일, 채문관출판) ISBN 978-4-7756-0469-4